# Castelo de Veiros
O Castelo de Veiros, também referido como Castelo e cerca urbana de Veiros, no Alto Alentejo, localiza-se na vila e freguesia de Veiros, município de Estremoz, distrito de Évora, em Portugal.
Em posição dominante sobre uma colina escarpada, na Idade Média integrava a defesa composta pelos castelos de Monforte, Campo Maior e de Ouguela. Atualmente inscreve-se na Área Turístico-Promocional de Planícies.
O Castelo de Veiros encontra-se classificado como Imóvel de Interesse Público por Decreto publicado em 18 de Julho de 1957.

## História

### Antecedentes
Acredita-se que a primitiva ocupação humana de seu sítio remonte a uma povoação romana conforme parece indicar a sua antiga toponímia, Valerius.

### O castelo medieval
À época da Reconquista cristã da península, a povoação foi conquistada em 1217 pelas forças de D. Afonso II (1211-1223), cujo domínio teria entregue aos cavaleiros da Ordem de Avis, então sob o comando do Mestre D. Fernão Anes. Embora não se conheça a data precisa de fundação do castelo, terá sido contemporâneo dos castelos de Alandroal e de Noudar, também erguidos pela Ordem na região. Era Comendador de Veiros, em 1299, Martim Fernandes, 6º Mestre da Ordem.
Sob o reinado de D. Dinis (1279-1325), sendo 8º Mestre da Ordem, D. Lourenço Afonso, foi iniciada a construção da Torre de Menagem, no alto da colina, em 20 de Maio de 1308, sendo mestre das obras Pero Abrolho conforme duas inscrições epigráficas no recinto do monumento.
Sob o reinado de D. Fernando, aqui nasceu, em 1377 ou 1380, D. Afonso, 8º conde de Barcelos e 1º duque de Bragança. O iniciador da poderosa Casa de Bragança era filho ilegítimo do Mestre de Avis e de Inês Pires Esteves, esta por sua vez filha de Pêro Esteves, conhecido como “o Barbadão”. Esta alcunha veio-lhe do fato de, ciente da relação entre a sua filha e o então Mestre de Avis, ter-lhe sobrevido tamanho desgosto que, em sinal de protesto, nunca mais a quis ver, tendo jurado (e cumprido) que nunca mais cortaria a barba. O túmulo deste patriarca encontra-se na Igreja de Nossa Senhora do Mileu, em Veiros.
Ainda no reinado deste soberano a povoação e seu castelo foram atacados por forças de Castela (1381).
O terramoto de 1531 causou danos consideráveis ao castelo, que foi reconstruído no reinado de D. João III (1521-1557).

### Da Guerra da Restauração aos nossos dias
À época da Guerra da Restauração, a vila e seu antigo castelo medieval sofreram o ataque das tropas de D. João de Áustria (1662), tendo como resultado a explosão da Torre de Menagem, então utilizada como paiol de pólvora. Pouco depois, em 1665, foi novamente ocupado, agora por tropas sob o comando do marquês de Caracina. O Conselho de Guerra de D. Afonso VI (1656-1667) determinou-lhe obras de reforço nas defesas, tendo as ameias medievais sido obstruídas por um novo parapeito.
Veiros foi sede de Concelho até 1855, quando foi abolido, sendo anexado, em 1895, ao de Estremoz.
O castelo foi objeto de obras de restauro geral por parte do poder público em 1939. 
Mais recentemente, de 1998 a 2000, a Câmara Municipal de Estremoz procedeu-lhe nova intervenção, visando recuperá-lo no âmbito do Plano Global de Intervenção do Centro Rural de Veiros.
De propriedade particular, o castelo pode ser visitado diariamente, encontrando-se a chave a cargo da Junta de Freguesia de Veiros.

## Características
Castelo roqueiro, apresenta planta no formato trapezoidal, com muralha em aparelho de alvenaria de xisto com cantaria de granito e mármore em elementos secundários. Esta muralha, com cerca de dois metros de largura, é percorrida no topo por adarve e amparada originalmente por nove cubelos. Em seus panos rasgavam-se quatro portas, voltadas para os pontos cardeais, das quais restam três (a Sul, Oeste e Norte, esta em arco quebrado, de vão mais largo que as demais).
Tendo desaparecido a Torre de Menagem, das oito torres remanescentes, seis apresentam planta semi-circular, enquadrando as portas Sul, Oeste e Norte e duas, uma de planta circular e outra quadrangular, defendem o paramento Norte. Na praça de armas, jaz a cantaria de mármore com as inscrições epigráficas dionisinas, originalmente sobre o portão de entrada da Torre de Menagem:
- "(…) PERO ABROLHEI / RO. MEESTRE DE FA / ZER ESTA TORE" (do lado esquerdo de uma Cruz de Avis) e
- "E:M:CCCXXXXVI:ANOS:XX:DI / AS:DE:MAIO:COMECAROM:ES / TA:TORE:QUE:MANDOUA:FA: / ZER:DÕ:LOURENÇO:AFONSO: / MEESTRE:DA:CAVALARIA:DA:OR / DEM:DAVIS:EPÕS:A PRIMEIRA:PE / DRA:ENO:FUNDAMENTO:E MÃO / DESTE C.TO REINÃDO:ELREI: / DÕ:DENIS:E A RAINHA:DONA / HELISABHET:SIT:NOME:DNI: / BENEDICTUÕ:EVULOR:"

No conjunto destaca-se ainda a chamada Torre do Relógio, com campanário a crer-se quinhentista. No recinto do castelo ergue-se a Igreja Matriz, sob a invocação de São Salvador, datando de finais do século XVI, que substituiu uma primitiva igreja do século XIII.